# Política de Salvador
A política de Salvador se processa no âmbito da política estadual baiana e nacional brasileira. Na estrutura do federalismo no país, Salvador é um município e, portanto, uma das unidades federativas do Brasil, além de ser a cidade capital do Estado da Bahia e um dos 417 municípios desse estado. Assim sendo, desde a Constituição Federal de 1988, tem certa autonomia dentro da estrutura governamental brasileira, o que implica competências governamentais e a existência dos poderes Executivo e Legislativo próprios no âmbito municipal, porém, que seguem diretrizes nacionais e estaduais do republicanismo, democracia representativa, federalismo. Como lei máxima (com alguma equivalência às constituições), o Município de Salvador é regido pela sua própria Lei Orgânica Municipal (LOM), a qual foi promulgada em 1990.
Na chefia do poder executivo municipal, o prefeito de Salvador é Bruno Reis, do partido União Brasil (UNIÃO), no cargo desde 1.° de janeiro de 2021 e reeleito em 2024 para cumprir o mandato de 1 de janeiro de 2025 a 31 de dezembro de 2028. Na casa legislativa municipal, 43 vereadores ocupam os assentos da Câmara Municipal de Salvador, todos eleitos também em 2024. A Câmara conta com emissora na televisão aberta e em transmissão digital desde 2014: a TV Câmara Salvador, gerida pela Fundação Cosme de Farias (FCF).
A política da cidade de Salvador é marcada pelo grupo capitaneado pela Família Magalhães, diretamente ligado ao ex-prefeito, governador e senador Antônio Carlos Magalhães, no qual fora prefeito entre 1967 e 1970, deixando o cargo para assumir por via indireta o governo do estado, que à época era responsável por nomear o prefeito da Capital. Sob indicação de ACM, foram prefeitos Clériston Andrade, Jorge Hage e Mário Kertész, na qual fora o último prefeito de caráter nomeado pelo governador. Após a vigência do voto direto para prefeito das capitais, do grupo "carlista" foram eleitos Antônio Imbassahy (1997-2000 e 2001-2004) por dois mandatos, ACM Neto (neto do ex-governador) também por dois mandatos (2013-2016 e 2017-2020) e Bruno Reis na qual governa a cidade no período vigente eleito em 2020 e reeleito em 2024. Além do grupo conhecido como "carlista", também ocuparam o Palácio Tomé de Souza alguns opositores a este grupo, como Lídice da Mata (exerceu mandato no período 1993-1996 e então filiada ao Partido da Social Democracia Brasileira, [PSDB]) e João Henrique Carneiro (exerceu os mandatos 2005-2008 e 2009-2012 então filiado ao Partido Democrático Trabalhista [PDT] e depois ao Partido do Movimento Democrático Brasileiro [PMDB]).

## Eleições
As eleições municipais de Salvador são pleitos para a definição de ocupantes do comando do poder executivo municipal — isto é, prefeito(a) e vice-prefeito(a) — e parlamentares do poder legislativo municipal — isto é, vereadores(as) — e em ambos os casos os mandatos têm duração de quatro anos. Sob o vigente sistema eleitoral do Brasil, tais eleições têm alternância bienal com as eleições gerais (federal e estadual) do país, além de serem realizadas de forma temporalmente coincidente nos todos os demais municípios brasileiros. O sufrágio é universal, secreto e direto, sendo obrigatório para pessoas alfabetizadas de 18 a 70 anos e facultativo para pessoas de 16, 17 e 70 anos ou mais e pessoas analfabetas de 18 a 70 anos. Para candidatar-se há exigência de vinculação partidária (impossibilidade de candidatura avulsa), possibilidade de coligações partidárias não verticalizadas, cota de gênero (máximo de 70% e mínimo de 30%) possibilidade de uma única reeleição consecutiva e financiamento de campanha de origem mista (dinheiro privado apenas a partir de autodoações ilimitadas e doações de pessoas físicas limitadas e dinheiro público a partir do Fundo Partidário, Fundo Especial de Financiamento de Campanha e propaganda eleitoral gratuita). O sistema de definição do resultado é apurado por urna eletrônica e dado pelo sistema majoritário da chapa (titular e vice) para cargos do poder executivo e pelo sistema proporcional com voto em legenda e nominal em lista aberta para o poder legislativo.
A legislação eleitoral brasileira para eleições municipais no sistema majoritário — isto é, o pleito para os cargos de prefeito(a) e vice-prefeito(a) — distingue os municípios pelo tamanho do eleitorado. Para municípios com eleitorado de mais de 200 mil pessoas, deve ser realizado segundo turno caso nenhuma candidatura atinja maioria absoluta na contagem dos votos. Nesse caso, a disputa se dá entre as duas candidaturas mais votadas no primeiro turno. Salvador é um desses municípios onde há possibilidade de que a decisão se dê apenas em segundo turno para esses dois cargos.
As últimas eleições municipais realizadas foram:
- Eleição municipal de Salvador em 1985
- Eleição municipal de Salvador em 1988
- Eleição municipal de Salvador em 1992
- Eleição municipal de Salvador em 1996
- Eleição municipal de Salvador em 2000
- Eleição municipal de Salvador em 2004
- Eleição municipal de Salvador em 2008
- Eleição municipal de Salvador em 2012
- Eleição municipal de Salvador em 2016
- Eleição municipal de Salvador em 2020
- Eleição municipal de Salvador em 2024

## Planejamento urbano
O planejamento urbano é determinado por um plano diretor municipal, chamado na cidade de Plano Diretor de Desenvolvimento Urbano (PDDU). Em fevereiro de 2008, a Câmara de Salvador, aprovou uma nova versão do PDDU para Salvador. Segundo o Conselho Regional de Engenharia e Arquitetura (CREA) e mais cinco entidades da sociedade civil, a versão de 2008 que permitira o desmatamento da Mata Atlântica na Avenida Paralela, criação de paredões de prédios na orla atlântica e acarretaria prejuízos para a Prefeitura e lucros exorbitantes para as construtoras e imobiliárias. O CREA solicitou à Justiça Federal alteração em 48 itens da lei que aprovou o novo PDDU. Também foi alvo de denúncias do Ministério Público do Estado da Bahia (MPBA) e de ações no Tribunal de Justiça da Bahia (TJBA). Além disso, a Lei de Ordenamento do Uso e Ocupação do Solo (LOUOS) foi aprovada com medidas que alteraram o PDDU, que é uma legislação superior. Tal plano diretor ficou sem vigorar (suspenso) e um substituto foi então discutido em audiências que envolveram o PDDU, a LOUOS e o Plano Salvador 500, mas ainda com críticas à participação social e ações do MPBA. Novas versões do PDDU e da LOUOS foram aprovadas em 2016, em vigor desde então, apesar de contestações persistirem.

## Poder executivo
O Poder Executivo do município de Salvador é representado pelo Prefeito e seu Gabinete de Secretários, seguindo o modelo proposto pela Constituição Federal de 1988 do Brasil. A Lei Orgânica do Município e o atual Plano Diretor da cidade, porém, determinam que a administração pública deva garantir à população ferramentas efetivas de manifestação da democracia participativa.[carece de fontes?]
O atual prefeito da cidade é Bruno Reis, do União Brasil, candidato vitorioso na eleição municipal de Salvador em 2020 e reeleito para um novo mandato na eleição municipal de Salvador em 2024, tendo Ana Paula Matos como sua vice-prefeita em ambos os mandatos.

### Administração direta
A administração da prefeitura atualmente é composta por 18 secretarias.
| N°  | Sigla   | Secretaria                                                                          | Titular                            |
| --- | ------- | ----------------------------------------------------------------------------------- | ---------------------------------- |
| 1°  | CS      | Casa Civil                                                                          | Luiz Antônio Vasconcellos Carreira |
| 2°  | SECOM   | Secretaria Municipal de Comunicação                                                 |                                    |
| 3°  | SEMGE   | Secretaria Municipal de Gestão                                                      | Rodrigo Santos Alves               |
| 4°  | SEMIT   | Secretaria Municipal de Inovação e Tecnologia                                       | Samuel Pereira Araújo              |
| 5°  | SEFAZ   | Secretaria Municipal da Fazenda                                                     | Giovanna Victer                    |
| 6°  | SEDUR   | Secretaria Municipal de Desenvolvimento Urbano                                      | João Xavier Nunes Filho            |
| 7°  | SECIS   | Secretaria Municipal de Sustentabilidade, Resiliência e Bem Estar e Proteção Animal | Ivan Euler                         |
| 8°  | SECULT  | Secretaria Municipal de Cultura e Turismo                                           | Pedro Tourinho                     |
| 9°  | SEMDEC  | Secretaria Municipal de Desenvolvimento Econômico, Emprego e Renda                  | Mila Correia Scarton               |
| 10° | SMED    | Secretaria Municipal da Educação                                                    | Thiago Martins Dantas              |
| 11° | SMS     | Secretaria Municipal da Saúde                                                       | Alexandre Reis                     |
| 12° | SEMPRE  | Secretaria Municipal de Promoção Social, Combate à Pobreza, Esportes e Lazer        | Júnior Magalhães                   |
| 13° | SEMUR   | Secretaria Municipal da Reparação                                                   | Ivete Alves do Sacramento          |
| 14° | SPMJ    | Secretaria Municipal de Políticas para Mulheres, Infância e Juventude               | Fernanda Silva Lordêlo             |
| 15° | SEINFRA | Secretaria Municipal de Infraestrutura, e Obras Públicas                            | Francisco Torreão Espinheira       |
| 16° | SEMAN   | Secretaria Municipal de Manutenção da Cidade                                        | Lázaro França Jezler Filho         |
| 17° | SEMOP   | Secretaria Municipal de Ordem Pública                                               | Alexandre Almeida Tinôco           |
| 18° | SEMOB   | Secretaria Municipal de Mobilidade                                                  | Fabrizzio Muller                   |

### Autarquias
Vinculada a Casa Civil:
- Agência Reguladora e Fiscalizadora dos Serviços Públicos de Salvador (ARSAL), tendo Marcus Passos como Diretor-Presidente.[62]

Vinculada a Secretaria Municipal de Inovação e Tecnologia:
- Companhia de Governança Eletrônica de Salvador (COGEL), tendo Samuel Pereira Araújo como Diretor-Presidente.[63]

Vinculada a Secretaria Municipal da Fazenda:
- Companhia de Desenvolvimento e Mobilização de Ativos de Salvador (CDEMS)

Vinculada a Secretaria Municipal de Desenvolvimento Urbano:
- Fundação Mário Leal Ferreira (FMLF), tendo Tânia Maria Scofield Souza Almeida como presidente.[64]

Vinculadas a Secretaria Municipal de Cultura e Turismo:
- Empresa Salvador Turismo (SALTUR), tendo Isaac Chaves Edington como presidente.[65]
- Fundação Gregório de Mattos (FGM), tendo Fernando Guerreiro como presidente.[66][67]

Vinculada a Secretaria Municipal de Políticas para Mulheres, Infância e Juventude:
- Fundação Cidade Mãe (FCM), tendo Isabella Argolo como presidente.[68][69]

Vinculada a Secretaria Municipal de Infraestrutura, e Obras Públicas:
- Superintendência de Obras Públicas de Salvador (SUCOP), tendo Orlando Cezar da Costa Castro como superintendente.[70]

Vinculada a Secretaria Municipal de Manutenção da Cidade:
- Companhia de Desenvolvimento Urbano do Salvador (DESAL), tendo Virgílio Teixeira Daltro como presidente.[71]

Vinculada a Secretaria Municipal de Ordem Pública:
- Guarda Civil Municipal (GCM), tendo o GCM Marcelo Silva como Comandante.[72]
- Empresa de Limpeza Urbana de Salvador (LIMPURB), tendo Carlos Augusto da Silva Gomes como Diretor Presidente.[73]

Vinculada a Secretaria Municipal de Mobilidade:
- Superintendência de Trânsito de Salvador (TRANSALVADOR), tendo Décio Martins como superintendente.[74]

## Poder legislativo
A Câmara Municipal de Salvador é o órgão legislativo unicameral do município de Salvador. Foi construída em taipa e palha no ano de 1549, no mesmo período de fundação da cidade, a primeira existente em uma capital brasileira, em que já abrigou uma cadeia pública, e atualmente ainda funciona como Paço Municipal. O edifício atual foi erguido entre 1660 e 1696, e passou por alterações entre os séculos XVIII e XX.
Apesar do número de vereadores já ter excedido a sua capacidade, alguns vereadores têm seus gabinetes num outro prédio na Rua Ruy Barbosa no centro da cidade, Edifício Bahia Center, Anexo Vereador Emmerson José. O prédio da Câmara Municipal sofreu modificações no início do século XX, e ganhou uma fachada em estilo eclético, muito em voga na época.

## Relações internacionais
O Município de Salvador conta, dentro da estrutura de seu poder executivo, com um órgão central para assuntos exteriores desde a década de 2000 e, dentro do legislativo, com uma comissão permanente, a Comissão de Desenvolvimento Econômico, Turismo e Relações Internacionais. Esse órgão central da Prefeitura começou como a Secretaria Extraordinária de Relações Internacionais (SECRI), passou pela Assessoria de Relações Internacionais (ARI, criada por lei em 29 de dezembro de 2008), pelo Escritório Municipal da Copa do Mundo FIFA-2014 (ECOPA) e Escritório Salvador Cidade Global vinculado ao gabinete do prefeito, chegando ao Escritório de Cooperação Internacional (ECI), vinculado ao gabinete da vice-prefeita.

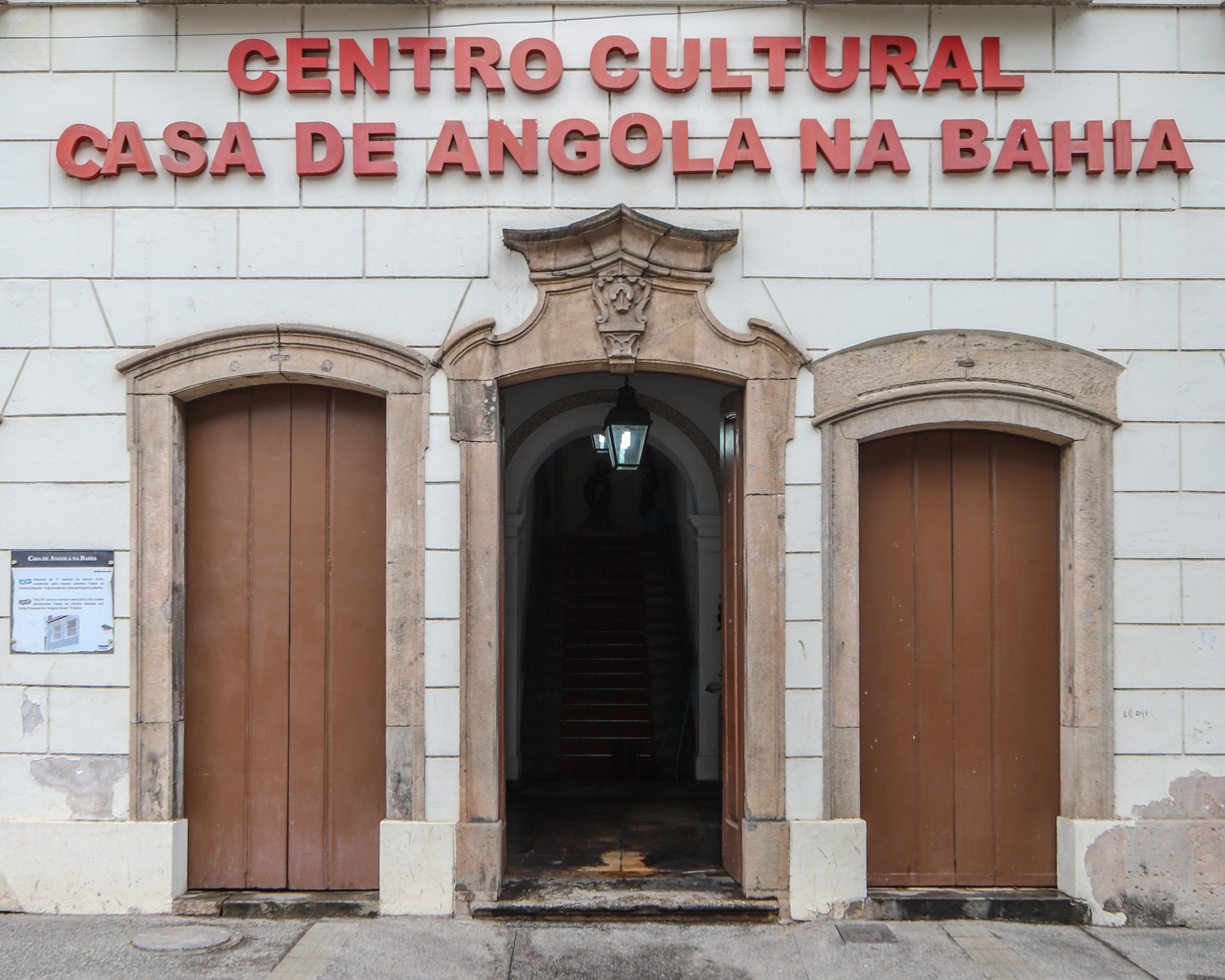
Fachada da Casa de Angola na Bahia, instalada no Solar do Gravatá

Salvador ainda abriga a Casa da ONU, um escritório compartilhado por cinco organizações do Sistema ONU no Elevador Lacerda. Primeiro no Brasil do tipo, o escritório foi inaugurado em 26 de novembro de 2010 e congrega a Organização Internacional do Trabalho (OIT), o Fundo das Nações Unidas para a Infância (Unicef), o Fundo de População das Nações Unidas (FPNU), o Fundo Internacional de Desenvolvimento Agrícola (FIDA) e o Programa das Nações Unidas para o Desenvolvimento (PNUD), este último é o coordenador da atuação das agências do sistema no país. Além disso, há também muitos consulados de quase todos os continentes (exceção fica com a Oceania); sendo ao todo 26 consulados em Salvador. Em matéria cultural, na cidade são mantidos centros culturais e museus por outros países, como a Centro Cultural Casa de Angola na Bahia (na Baixa dos Sapateiros), Museu Casa do Benin (no Pelourinho), e Casa da Nigéria (no Pelourinho). A atuação paradiplomática soteropolitana inclui adesão a redes transnacionais, associações e outras organizações de alcance internacional, estabelecimento de acordos de irmanamentos e participação em programas de organizações internacionais. Assim é membro fundador da Mercocidades e da União das Cidades Capitais Luso-Afro-Américo-Asiáticas. No âmbito de programas da Unesco, também integra a Organização das Cidades do Patrimônio Mundial (OCPM) desde a fundação no Marrocos em 1993 e, desde dezembro de 2015, a Rede de Cidades Criativas da Unesco, na categoria música ("Cidade da Música"). Salvador entrou no processo de geminação de cidades em 1962 e possui 19 cidades-irmãs, as quais estão listadas abaixo com o ano de início do relacionamento entre parêntesis.
- Los Angeles, Estados Unidos (1962)
- Angra do Heroísmo, Portugal (1985)
- Cascais, Portugal (1985)
- Lisboa, Portugal (1985)
- Cotonu, Benim (1987)
- Pontevedra, Espanha (1992)
- Havana, Cuba (1993)
- Sciacca, Itália (2001)
- Harbin, China (2003)
- Miami, Estados Unidos (2006)
- Uidá, Benim (2007)
- Boké, Guiné (2008)
- Luanda, Angola (2012)
- Ifé, Nigéria (2018)
- Kingston, Jamaica (2018)
- Javier, Espanha (2019)
- Jerusalém, Israel (2019)
- Maputo, Moçambique (2021)[102]
- Praia, Cabo Verde (2023)[103]

Além de irmãs, Salvador também possui cidades e regiões parceiras, com as quais mantém um estreito relacionamento. São elas:
- Edelberga, Alemanha
- Munique, Alemanha
- Luanda, Angola
- Buenos Aires, Argentina
- São Miguel de Tucumã, Argentina
- Bacu, Azerbaijão
- Ajudá, Benim
- Cartagena das Índias, Colômbia
- Santiago, Chile
- Valparaíso, Chile
- Roseau, Dominica
- São Salvador, El Salvador
- Quito, Equador
- Barcelona, Espanha
- Cádis, Espanha
- Madri, Espanha
- Atlanta, Estados Unidos
- Filadélfia, Estados Unidos
- Norfolk, Estados Unidos
- Nova Iorque, Estados Unidos
- Arrochela, França
- Caiena, França
- Carântono-Marítimo, França
- Grenobla, França
- São Malo, França
- Libreville, Gabão
- Boké, Guiné
- Báli, Indonésia
- Cálhari, Itália
- Ferrara, Itália
- Florença, Itália
- Nápoles, Itália
- Sant'Oreste, Itália
- Turim, Itália
- Nara, Japão
- Quioto, Japão
- Essaouira, Marrocos
- Marraquexe, Marrocos
- Ilha de Moçambique, Moçambique
- Maputo, Moçambique
- Pemba, Moçambique
- Lagos, Nigéria
- Assunção, Paraguai
- Figueira da Foz, Portugal
- Kaohsiung, República da China
- Cantão, República Popular da China
- Dalian, República Popular da China
- Shenzhen, República Popular da China
- Xantungue, República Popular da China
- Crasnodar, Rússia
- Ilha do Príncipe, São Tomé e Príncipe
- Goreia, Senegal
- Esmirna, Turquia
- Montevidéu, Uruguai

## Transparência governamental
A transparência do governo municipal, mais precisamente a do poder executivo, foi avaliada pela Controladoria-Geral da União (CGU) em 2015 e ficou na 30.ª posição nacional com a nota 6,67 (máximo de 10) e entre as capitais a posição foi a 14.ª. Segundo a Escala Brasil Transparente (EBT) da CGU, que foca na Lei de Acesso à Informação, foram parcialmente atendidos os critérios sobre o prazo de envio de informações e a correspondência entre o pedido e o enviado, os outros oito critérios foram atendidos. Em outro índice, a prefeitura ficou com 38,08 (máximo de 100) ao lado de outras 14 capitais no nível baixo de transparência da pesquisa Indicadores da Cidade Transparente. Esta foi elaborada por diversas organizações não governamentais divulgada em setembro de 2015 após avaliação das prefeituras das capitais e do governo do Distrito Federal, que classificou a prefeitura soteropolitana em 14.º lugar, dos 27 avaliados, e abaixo da média de 41,78 pontos. E pelo Índice de Transparência, em 2014, a posição registrada foi a 13.ª entre as 26 capitais.